# Victor Keyru
Victor Keyru (31 de janeiro de 1984) é um basquetebolista profissional russo. Seu pai é um ex-velocista de Serra Leoa e sua mãe ucraniana

## Carreira
Victor Keyru integrou a Seleção Russa de Basquetebol, em Pequim 2008, que terminou na nona colocação.